# Torneo de la División I de Baloncesto Masculino de la NCAA de 1943
El Torneo de la División I de Baloncesto Masculino de la NCAA de 1943 fue el quinto que se celebró para determinar el Campeón de la División I de la NCAA. Llegaron 8 equipos a la fase final, disputándose el partido por el campeonato en el Madison Square Garden en Nueva York.
Los ganadores fueron el equipo de la Universidad de Wyoming, que derrotaron en la final a la Universidad de Georgetown.

## Equipos
| East Regional - Indianapolis | East Regional - Indianapolis | East Regional - Indianapolis | East Regional - Indianapolis |
| Universidad                  | Entrenador                   | Conferencia                  | Record                       |
| ---------------------------- | ---------------------------- | ---------------------------- | ---------------------------- |
| Dartmouth                    | Osborne Cowles               | EIBL                         | 19-2                         |
| DePaul                       | Ray Meyer                    | Independiente                | 18-4                         |
| Georgetown                   | Elmer Ripley                 | Independiente                | 20-4                         |
| NYU                          | Howard Cann                  | Metropolitan New York        | 16-4                         |

| West Regional - Kansas City | West Regional - Kansas City | West Regional - Kansas City | West Regional - Kansas City |
| Universidad                 | Entrenador                  | Conferencia                 | Record                      |
| --------------------------- | --------------------------- | --------------------------- | --------------------------- |
| Oklahoma                    | Bruce Drake                 | Big Six                     | 17-8                        |
| Texas                       | Bully Gilstrap              | Southwest                   | 18-6                        |
| Washington                  | Hec Edmundson               | Pacific Coast               | 24-5                        |
| Wyoming                     | Everett Shelton             | Mountain States             | 28-2                        |

## Fase final
|  | Cuartos de final | Cuartos de final | Cuartos de final |         |            | Semifinales | Semifinales | Semifinales |    |  | Final | Final | Final |  |
|  |                  |                  |                  |         |            |             |             |             |    |  |       |       |       |  |
|  |                  |                  |                  |         |            |             |             |             |    |  |       |       |       |  |
|  |                  | Georgetown       | 55               |         |            |             |             |             |    |  |       |       |       |  |
|  |                  |                  |                  |         |            |             |             |             |    |  |       |       |       |  |
|  |                  | NYU              | 36               |         |            |             |             |             |    |  |       |       |       |  |
|  |                  | NYU              | 36               |         | Georgetown | 53          |             |             |    |  |       |       |       |  |
|  |                  |                  |                  |         | Georgetown | 53          |             |             |    |  |       |       |       |  |
|  |                  |                  |                  | DePaul  | 49         |             |             |             |    |  |       |       |       |  |
|  |                  | DePaul           | 46               | DePaul  | 49         |             |             |             |    |  |       |       |       |  |
|  |                  |                  |                  |         |            |             |             |             |    |  |       |       |       |  |
|  |                  | Dartmouth        | 35               |         |            |             |             |             |    |  |       |       |       |  |
|  |                  |                  |                  |         |            |             |             | Georgetown  | 34 |  |       |       |       |  |
|  |                  |                  |                  |         |            |             |             |             | 34 |  |       |       |       |  |
|  |                  |                  |                  | Wyoming | 46         |             |             |             |    |  |       |       |       |  |
|  |                  | Texas            | 59               | Wyoming | 46         |             |             |             |    |  |       |       |       |  |
|  |                  |                  |                  |         |            |             |             |             |    |  |       |       |       |  |
|  |                  | Washington       | 53               |         |            |             |             |             |    |  |       |       |       |  |
|  |                  | Washington       | 53               |         | Texas      | 54          |             |             |    |  |       |       |       |  |
|  |                  |                  |                  |         | Texas      | 54          |             |             |    |  |       |       |       |  |
|  |                  |                  |                  | Wyoming | 58         |             |             |             |    |  |       |       |       |  |
|  |                  | Wyoming          | 55               | Wyoming | 58         |             |             |             |    |  |       |       |       |  |
|  |                  |                  |                  |         |            |             |             |             |    |  |       |       |       |  |
|  |                  | Oklahoma         | 50               |         |            |             |             |             |    |  |       |       |       |  |
|  |                  |                  |                  |         |            |             |             |             |    |  |       |       |       |  |
|  |                  |                  |                  |         |            |             |             |             |    |  |       |       |       |  |

## Final
| 30 de marzo de 1943 | Wyoming Cowboys             | 46–34       | Georgetown Hoyas              | |  |
|                     | Parciales: 18-16, 28-18     |             |                               | |  |
|                     | Estadísticas Ken Sailors 16 | Reporte Pts | Estadísticas 8 William Feeney | Pabellón: Madison Square Garden, Nueva York Asistencia: 13.300 espectadores Árbitros: Matty Begovich, Pat Kennedy |  |

| Campeón de la NCAA 1943     |
| --------------------------- |
| Wyoming Cowboys 1.er título |